# Anteos
Genre
Le genre Anteos regroupe des lépidoptères (papillons) de la famille des Pieridae et de la sous-famille Coliadinae présents en Amérique.

## Dénomination
Ce genre a été nommé Anteos par Jakob Hübner en 1819.

## Liste des espèces
- Anteos clorinde (Godart, [1824])
- Anteos maerula (Fabricius, 1775)
- Anteos menippe (Hübner, [1818])

### Source
- (en) funet